# Museo Nacional de Alejandría
El Museo Nacional de Alejandría (en inglés Alexandría National Museum, ANM) es un museo ubicado en la ciudad de Alejandría, Egipto. Fue inaugurado el 31 de diciembre de 2003 por el presidente egipcio Hosni Mubarak y está situado en un palacio restaurado de estilo italiano, próximo al centro de la ciudad, en la calle Tariq al-Horreya, la antigua rue Fuad.  

## Historia
El museo se hospeda en el viejo palacio del pachá Al-Saad Bassili, que fue uno de los más ricos mercaderes de madera en Alejandría. La construcción del edificio data de 1926 como una mansión blanca de estilo italiano, localizada alrededor de un gran jardín, además de albergar un sótano utilizado durante los ataques aéreos de la Segunda Guerra Mundial. El proyecto de construcción fue realizado por un arquitecto francés que utilizaba estilos italianos en sus construcciones. El palacio de tres plantas era un lugar de encuentro para personas de clase alta de la sociedad egipcia en Alejandría. 
La villa fue vendida a los Estados Unidos en 1960 para instaurar su consulado, y posteriormente pasó a titularidad estatal con la compra por el Ministerio de Cultura en 1997 por 12 millones de libras egipcias. Su conversión a museo, incluyendo equipamiento audiovisual, sistemas antiincendios y de seguridad costaron otros 18 millones.

## Colección
El Museo Nacional de Alejandría alberga alrededor de 1.800 objetos, que describen la historia de Alejandría y Egipto. Muchas piezas provienen de otros museos egipcios. El museo contiene piezas de las civilizaciones del antiguo Egipto, copta y del mundo musulmán, así como obras del periodo helenístico de Egipto, con piezas de Heracleion y Canopo. Algunos de los objetos encontrados son vasos canopes, y piezas del reinado de Nectanebo II. También hay un espacio dedicado a la ciudad de Alejandría, con objetos del siglo XX. Algunos de ellos son artefactos del gobierno de Caracalla, figuras de Medusa, vestimenta musulmana, un retrato en mosaico representando a la reina Berenic II esposa de Ptolomeo III y piezas procedentes de ruinas antiguas. Recientemente, el museo recibió una escultura de Alejandro Magno.
Del mismo modo, existe una colección de joyas, armas, estatuaria, numismática y vidrio.
- Planta 1: Época faraónica. Las momias se muestran en una recreación de una cámara funeraria.
- Planta 2: Época greco-romana. Incluye piezas halladas en excavaciones arqueológicas submarinas de la costa alejandrina.
- Planta 3: Época copta, árabe (abásidas, omeyas, fatimíes ...) y siglos XIX y XX.[2][3]

## Galería

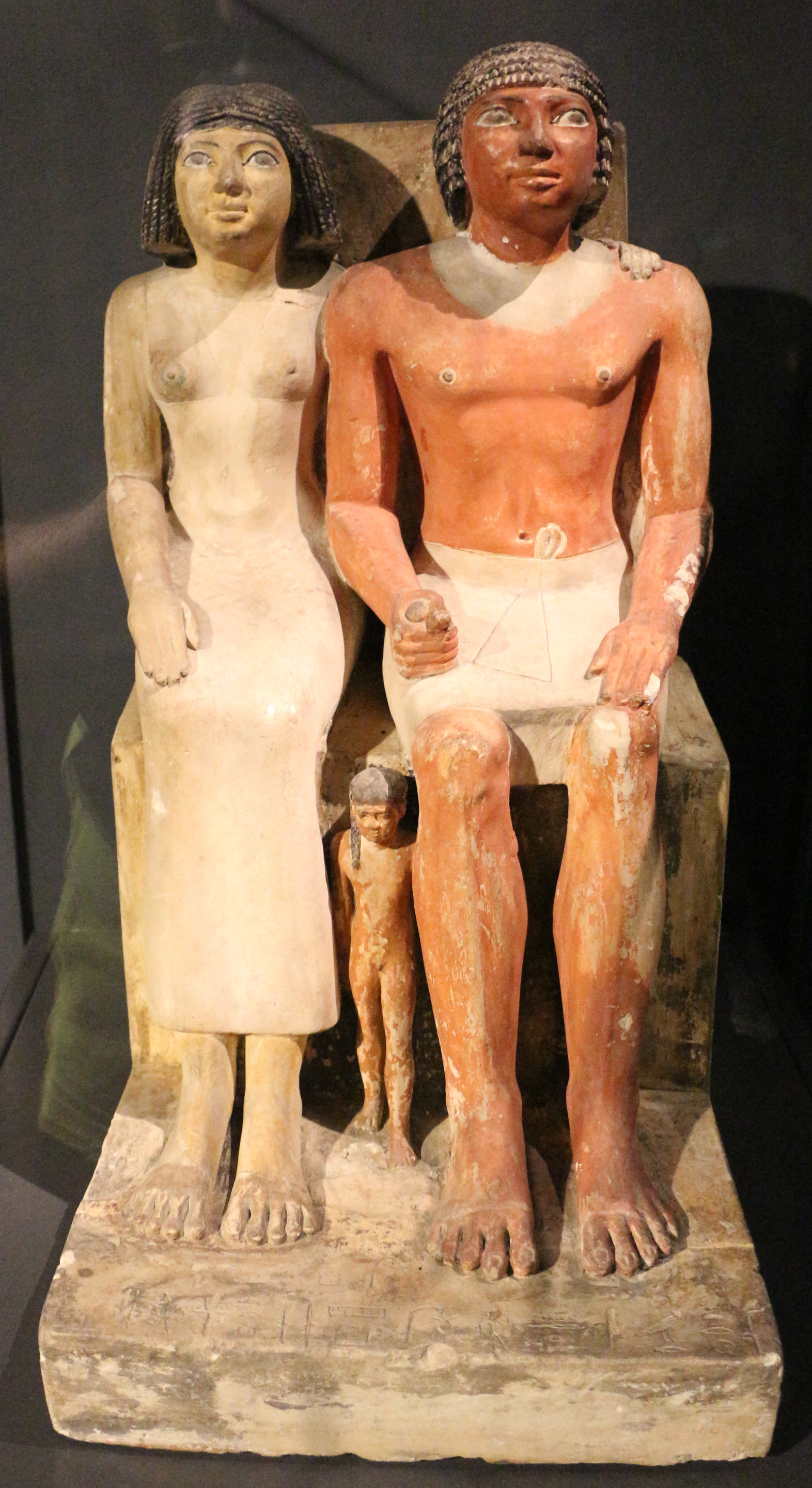
Estatua de Weshka con su familia
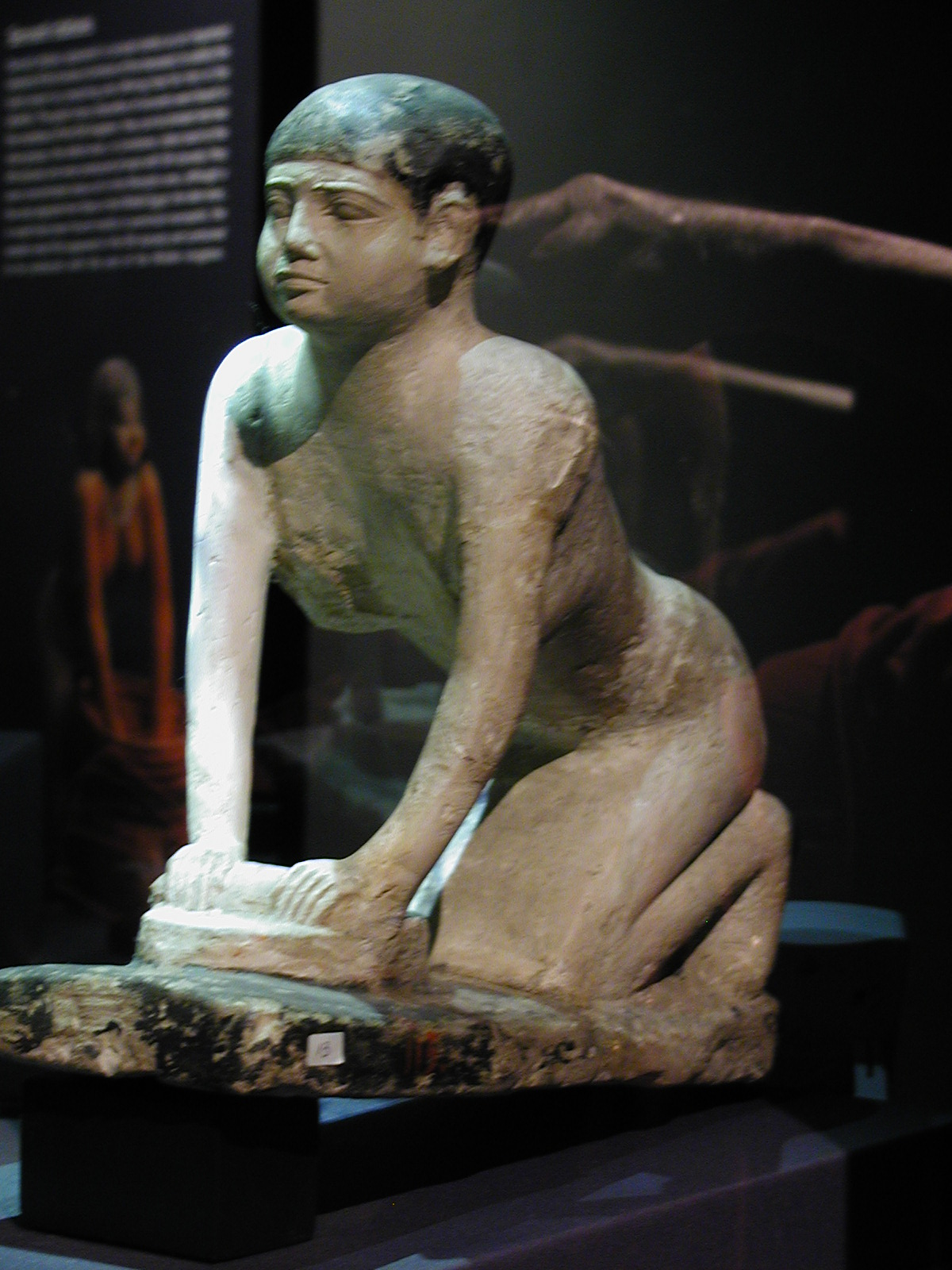
Un Ushebti amasando el pan
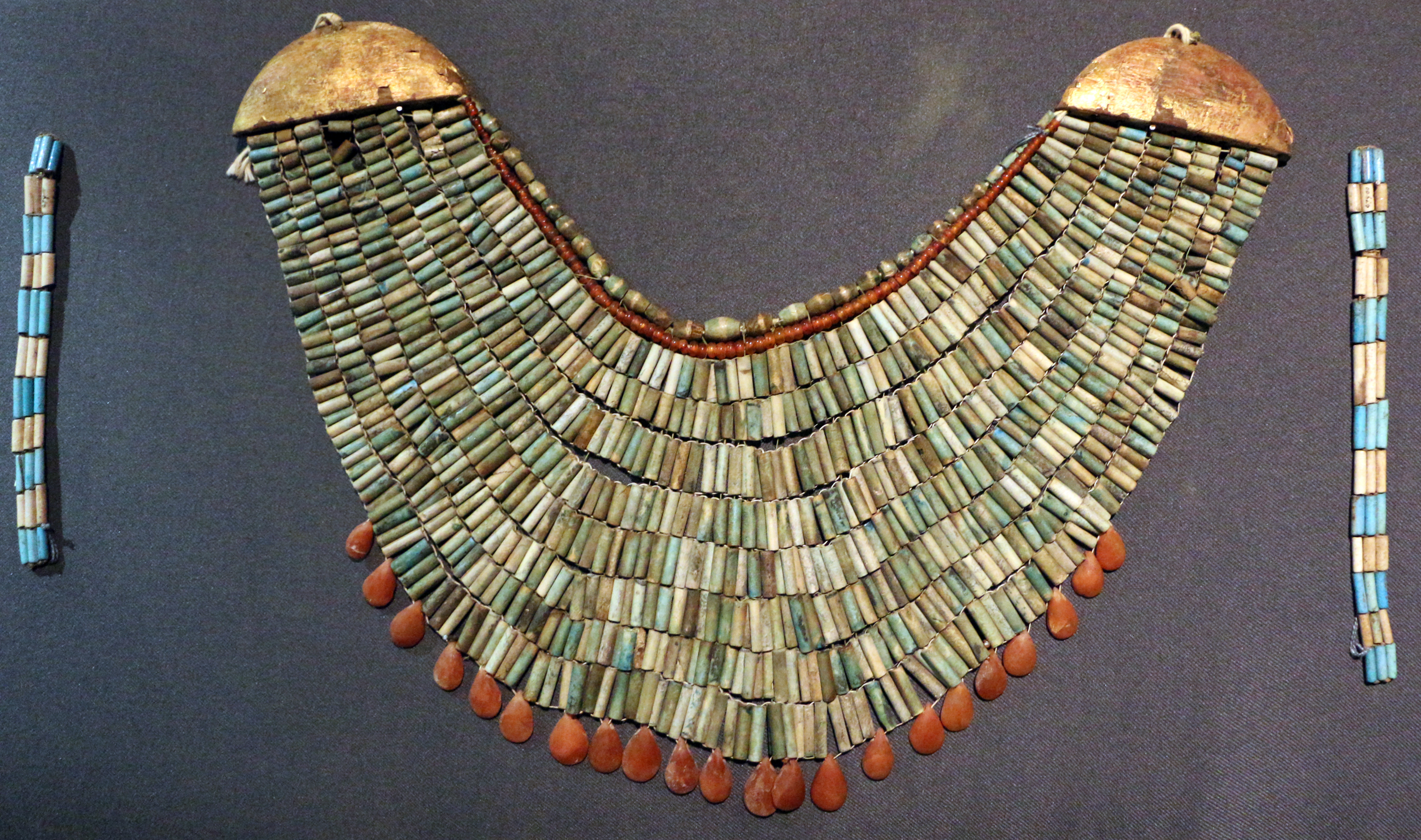
Collar en loza azul y verde
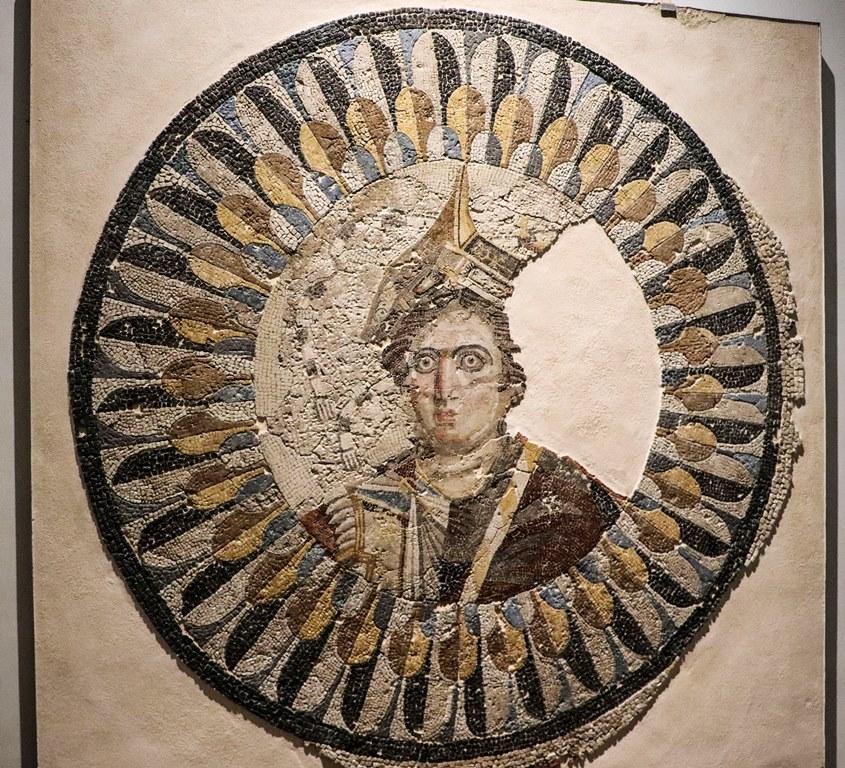
Retrato de mosaico de la reina Berenice II, esposa de Ptolomeo III
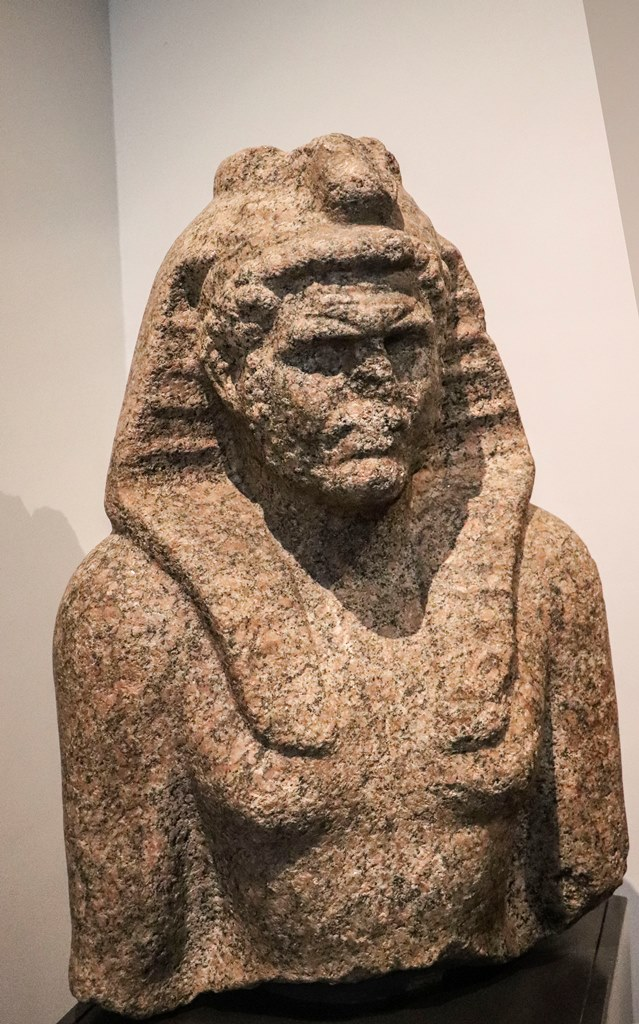
Busto del emperador romano Caracalla, llevando el tocado faraónico
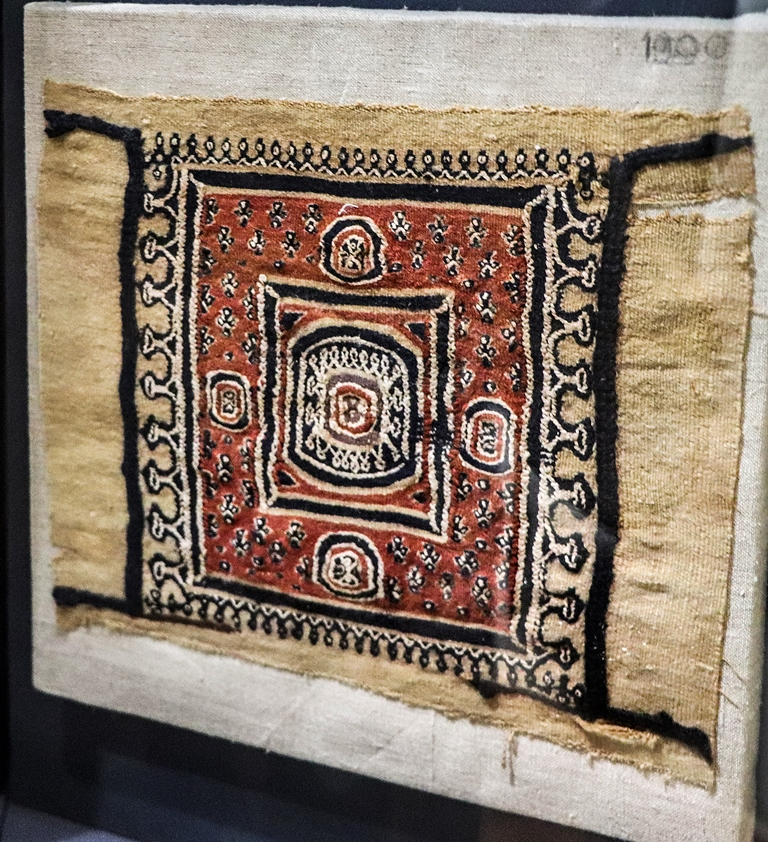
Pieza de lana y tela de lino del siglo VIII